# اتحاد بوليفيا لكرة القدم
تأسس اتحاد بوليفيا لكرة القدم في عام 1925م وانضم إلى الإتحاد الدولي لكرة القدم في 1926م وإنضم إلى اتحاد أمريكا الجنوبية لكرة القدم في 1926م.

## روابط إضافية
- Bolivia at FIFA website
- Bolivia at CONMEBOL website